# ヘリック共和国
ヘリック共和国（ヘリックきょうわこく）は、玩具シリーズ「ゾイド」に登場する惑星Ziに在る架空国家。

## 概要
『ゾイド』第1期シリーズ（1983～1990年）から登場。第2期シリーズ（1999～2006年）においても登場し、『ゾイドバトルストーリー』をはじめアニメ・漫画作品を含めた各種メディアミックスで登場した。第2期シリーズにおいては媒体ごとに設定や扱いはやや異なる。

## 作中の設定
中央大陸（デルポイ大陸）全土を統一した風族の族長ヘリック・ムーロアによってZAC1957年に建国。この国に風族の族長である彼が国王として迎えられた。共和国は国王のもと民主主義制度が開かれ、その統治時代は議会によって各部族が平等に扱われていた。
ZAC1975年の国王の死後、ZAC1978年にその長男であるヘリックII世が王制を廃止して自らが大統領として就任。同時に次男ゼネバスが共和国軍司令に就いた。同年、ゼネバスは外征を主張しヘリックII世と対立。決闘によってどちらが正しいか証明することになった。当初、ヘリックは故意に敗北することでゼネバスを改心させる心算だったが、立ち会った議会と親衛隊はヘリックに味方をし、ゼネバスを追放した。
ゼネバスはガイロス家の一部とともに大陸西部にゼネバス帝国を建国。以後、中央山脈を国境として大陸の東半分が共和国の領土となった。その後、ZAC2051年の中央大陸戦争終結後は旧ゼネバス帝国領土を併合し、再び中央大陸全土を領土とした。惑星Zi大異変によって一時は壊滅的な被害を受けたが、ルイーズ大統領のもと復興をすすめた。第二次大陸間戦争時代には巨大な資金力と工業力によって、その国力はガイロス帝国の5～6倍と言われている。
ZAC2102年には鉄竜騎兵団の侵攻によって中央大陸は制圧され、ネオゼネバス帝国が建国。共和国議会と軍の解散が行われた。ネオゼネバスの占領政策の緩やかさと、ヴォルフ・ムーロアが初代ヘリック国王の血統を継ぐことで正統な支配者とする声も少なくなかったこと、潜在的なガイロス帝国への恐怖からこの時の体制は比較的強固なものだった。一方で、共和国軍の残存部隊は中央大陸の各拠点に潜伏。共和国を西方大陸に遷都しつつも戦闘を継続した。ZAC2106年にはネオゼネバス帝国による中央大陸の完全制圧が達成されたが、ZAC2108年に再上陸作戦を発動し、翌年のZAC2109年には旧首都ヘリックシティにまで肉薄するに至った。以降の共和国軍、およびヘリック共和国の動向は定かではない。
首都は中央大陸北東部にあるヘリックシティ。第1期シリーズの国旗は青地で国章は黒縁の赤い円の中にZ字状の雷があしらわれていた単純なマークだが、第2期シリーズ以降の国旗は白地で国章は中央大陸を中心とした惑星Ziの世界地図が描かれており、周りは四本のオリーブの葉で囲まれ、中央には黄色いZ字状の雷のマークがあしらわれている。
第2期シリーズの国章デザインはアーミックの片平まさしによって行われている。

## 軍隊

### 概要
ヘリック共和国の軍隊は高い経済力と工業力、豊富なゾイドや人的資源に裏打ちされた強大な国力を背景に構成されており、空軍（以下戦略空軍）はサラマンダーやレイノスなど翼竜型の飛行ゾイドを中心とし、制空や要撃、戦略爆撃までこなす強力な戦力を持つ。陸軍（以下機動陸軍）はシールドライガーといった高速ゾイドとゴジュラスなど白兵戦を得意とするゾイド、カノントータスやガンブラスターなど遠戦火力の両方が充実しており、長距離砲戦力はセイスモサウルス登場まで敵対国に対し、常に決定的優位を維持し続けていた。海軍はかつてウルトラザウルスを擁し、艦隊戦力で優位に立っていたが、中小艦艇の質では帝国に劣っていた。惑星Zi大異変後は現役のウルトラザウルスが一隻のみになってしまうなど弱体化が著しいため、ハンマーヘッド、ゴジュラスマリナーの配備などで戦力強化に努めた。
ゾイドのコンセプトとしてはベースとした原種個体が元より備えていた性質と能力を尊重するような改造が主流で、そのため機体の性能に個体差が出ることが多いとされる。コクピットも格闘戦に適した視野を広く確保出来るキャノピーで覆われたものが多く、一方で武装は生産性と信頼性に優れた実弾系兵器を採用する傾向が強い。また、装甲はゾイドが本来持つ運動性を生かすため、軽量なものが多い。

### 編成
ZAC2030年から34年まで（中央大陸戦争中期）のヘリック共和国軍の編成
ヘリック共和国軍は共和国大統領を最高司令官に最高司令本部を頂点とし、陸海空三軍が存在する。機動陸軍はガリウス、ゴドス、ゴジュラスなど主力ゾイドが配備された機甲師団、グランチュラ、スパイカー、ガイサック、スネークスが配備された特殊工作師団、ゴルゴドス、ゴルドスが配備された電子偵察師団の3つの師団が編成されている。戦略空軍はサラマンダー、グライドラー、ペガサロスが配備されており、海軍はアクアドンとフロレシオスが配備されている。
ZAC2099年（第二次大陸間戦争開戦時）のヘリック共和国軍の編成
共和国大統領を最高司令官に最高司令本部を頂点とし、陸海空三軍の基本は変わらないが、第一次大陸間戦争および惑星Zi大異変の影響によって大部分のゾイドが激減したため、第一次大陸間戦争のころ（ZAC2051～56年）と比べると戦力が落ちており、特に海空軍は航空戦力がプテラスのみ、海軍もバリゲーターのみという状態であった。機動陸軍はZAC2030年以来に編成された機甲師団と特殊工作師団と2つの師団が存続されており、機甲師団の指揮下には中央大陸戦争で活躍したゴジュラス、ゴドス、ダブルソーダが配備された強襲戦闘隊、ゴルドス（重砲タイプ）、カノントータスが配備された重砲隊、ゴルドスが配備された強行偵察隊、グスタフが配備された輸送部隊と4つの部隊が編成されている。特殊工作師団はシールドライガー、コマンドウルフが配備された高速戦闘隊、ガイサック、ステルスバイパーが配備された奇襲攻撃隊と2つの部隊が編成されている。
ZAC2100年（西方大陸戦争）のヘリック共和国軍の編成
編成そのものは第二次大陸戦争開戦時とほぼ変わってないが、ウルトラザウルス、ゴジュラス・ジ・オーガ、デストロイド・ゴジュラスが配備された大統領直属部隊のデストロイヤー兵団が新設された。また、機動陸軍に超小型ゾイドであるアタックゾイドを装備した機械化歩兵師団が創設され、機甲師団には中央大陸戦争後半に活躍したディバイソンと重砲隊から改編されたカノントータスが配備された突撃隊が新設されている。強襲戦闘隊には新型ゾイド、ガンスナイパー（CP-13ワイルドウィーゼルユニット装備型も含む）を配備、高速戦闘隊もレオマスターしか扱えないシールドライガーDCS-Jやシールドライガーから発展したブレードライガー、CP-01ビームキャノンを装備したシールドライガーDCSを配備するなど戦力強化されている。戦略空軍は開戦時、プテラスのみであったが、プテラスとストームソーダーが配備された防空戦闘隊とプテラスボマーが配備された戦略爆撃隊と二つの部隊に分割され、海軍はバリゲーターが配備された護衛艦隊とハンマーヘッドが配備された特殊潜航艦隊と二つの艦隊が編成された。
ZAC2101年夏から02年初頭まで（第二次大陸間戦争中期）のヘリック共和国軍の編成
海空軍の編成は基本的に変わっておらず、防空戦闘隊から改名された制空戦闘隊にレイノス、戦略爆撃隊にサラマンダー、海軍の主力艦隊にウルトラザウルス、特殊潜航艦隊にCP-14バイキングランスユニット装備型のハンマーヘッドVLが加わっただけで大きな変化はなかったが、機動陸軍はニクシー基地陥落の際、捕獲したライガーゼロを中心にコマンドウルフAC、シャドーフォックスが配備され、共和国軍のエースパイロットを集められて編成された閃光師団（レイフォース）を創設。さらに突撃隊にはベアファイター、重砲隊には第一次大陸間戦争で活躍したガンブラスターが配備され、来るべき暗黒大陸進出のために大幅に戦力を増強した。特殊工作師団は暗黒大陸の険峻な地形に対応するため、スピノサパーが配備された戦闘工兵隊を創設。高速戦闘隊もケーニッヒウルフを配備するなど戦力増強に努めた。なお、これら全ては暗黒大陸派遣軍であり、それとは別に西方大陸派遣軍（エウロペ駐留軍、古代遺跡調査隊、補給部隊の3つの部隊が存在する）と中央大陸本土防衛軍（スナイプマスター、セイバリオン、メガレオンなどの3機種が配備されている）が存在する。
ZAC2102年以降（ネオゼネバス戦時）のヘリック共和国軍の編成
暗黒大陸での戦いで戦力の多数を失い、さらにヴォルフ・ムーロア率いる鉄竜騎兵団（アイゼンドラグーン）によって中央大陸は制圧され、軍の規模は著しい縮小を余儀なくされている。ゴジュラスやサラマンダーなど今まで使用していたゾイドの保有数も限られてしまったが、そのころから東方大陸の民間企業ZOITECによって開発された低コストかつゲリラ戦に適したゾイドブロックスを用いて戦力を再構成し、陸上戦力は主にレオブレイズ、ウネンラギア、レオストライカー、後方支援機にはボルドガルドを配備。航空戦力には数を減らしたストームソーダーやレイノスに代わりナイトワイズやバスターイーグル、海戦力はモサスレッジ、カノンダイバーなどを配備した。さらに既に旧式ゾイドであるゴドスに代わる戦力としてアロザウラーおよび電子戦ゾイドゴルヘックスなどの中型ゾイドを再生させ、そして決戦ゾイドとして誕生したゴジュラスギガによって一度は勢いを盛り返すことに成功する。しかし、セイスモサウルスの登場によって共和国軍は中央大陸から完全に駆逐され、残存勢力は東方大陸へ逃れることになるがZAC2107年以降にはZOITECとガイロス帝国の全面援助を受け、あらゆる戦況に対応できるレオゲーター、ディメトロプテラ、エヴォフライヤー、ディスペロウ、そしてライガーゼロフェニックス（およびゼロファルコン）と凱龍輝を完成させ、ネオゼネバスとの最終決戦時には以前と遜色ないほど戦力を回復させている。

### 部隊名
ここでは主にゾイドバトルストーリーと関連する部隊名を解説する。特殊戦術連隊、第4機械化小隊に関してはゾイドバトルカードゲーム#部隊名を、ブルーユニコン隊に関してはZOIDS VS.シリーズ#ゲームオリジナルの登場人物を、それぞれ参照のこと。
ブルーパイレーツ
ゾイドバトルストーリー2巻に登場。中央山脈の山岳地帯にあるドクロ岩を根城とするヘリック共和国軍のコマンド部隊。戦力はアタックゾイドのみであるが、馬のように自由自在に乗りこなし、超小型機という利点を生かして常に小部隊で行動してゼネバス帝国軍を襲撃し、悩ませ続けた。ゆえに山岳戦や森林でのゲリラ戦では彼らにかなう者はなく、国境地帯へ進軍されることを帝国軍将兵たちはひどく恐れていた。ZAC2043年、デスザウラーが開発されている情報を掴んだのも彼らである。
高速機動戦隊
ゾイドバトルストーリー2巻に登場。ヨハン・エリクソン大佐率いる、シールドライガー、コマンドウルフからなる混成機動部隊。デスザウラーが開発されている帝国軍の研究所を襲撃したが、研究所は爆破され跡地には巨大な足跡が残されているのみであった。
大統領親衛隊
ゾイドバトルストーリー3巻に登場。ヘリック大統領の警護を任務とする部隊。のちに大統領夫人となったローザ・ラウリ大尉が所属したことで知られている。ZAC2100年の西方大陸戦争でも前線に派遣されたことがゾイド公式ファンブック2にて記述されている。
ディバイソン突撃隊
「RBOZ-006 ディバイソン」商品パッケージに記載。ゼネバス帝国軍のEPZ-06 デスザウラーに対抗するための編成シミュレーションであり、ディバイソン6機、RHI-8 アロザウラー30機、RMZ-11 ゴドス15機、RHI-6 ベアファイター15機によって編成される。ZAC2046年に共和国軍が中央山脈へと撤退した際は、デスザウラーの前進を阻止している。
MK-II強襲部隊
ゾイドバトルストーリー3巻に登場。「MK-II」で「マークツー」と読む。コマンドウルフMK-IIタイプ、シールドライガーMK-IIタイプ、ゴジュラス・マークII限定型、ディバイソンMK-IIタイプが配備されている。
タイプMK-II部隊
「RPZ-07 シールドライガー・マークII」商品パッケージに記載。「MK-II」で「マークツー」と読む。ウルトラザウルスを指揮官機とし、ゴジュラス・マークII量産型、シールドライガー・マークII、コマンドウルフNEW、ベアファイターNEWによって編成される。ゴジュラスMkII量産型とウルトラザウルス以外は、白、青、金で統一された機体色が特徴。ゾイドバトルストーリー4巻では、ZAC2048年9月ごろ、セシリア市から西へ100km離れた共和国研究所へ向かう橋を守備している様子が確認できるCITEREFゾイドバトルストーリー41988。
なお、ゼネバス帝国軍もタイプMK-II部隊を編成している（ゼネバス帝国#部隊名参照）。プロモーションビデオ『ゾイドバトルビデオ』では双方が激突している。
サラマンダー洋上部隊
新ゾイドバトルストーリーに登場。エントランス湾沖に建設された洋上基地を本拠とし、ロイ・ジー・クルーガ中尉が所属するサラマンダーF²の飛行隊。ZAC2054年2月、ギル・ベイダーの登場によって共和国軍はたちまち劣勢に陥り、クルーガの戦友もギル・ベイダーと交戦し大空に散るが、その貴い死と引き換えにクルーガはギル・ベイダーの基地割り出しに成功した。エントランス湾空爆後、基地へ帰還するギル・ベイダーをホワイト大佐率いる基地潜入部隊のキングライガーと共に追撃。だが、ギル・ベイダーの撃破に失敗し、潜入部隊は全滅。クルーガ操縦のサラマンダーF²も基地の外に待機中だったマッドサンダーをかばって被弾。クルーガは墜落寸前に脱出し生還した。
独立第十一機甲大隊
ゾイド公式ファンブックに登場。ロブ・ハーマン大尉（ZAC2099年を描いた1巻当時、ZAC2101年を舞台とした4巻では中佐）率いる。1巻ではRZ-001 ゴジュラスが配属され、西方大陸戦争初期の全面会戦において勇敢に戦ったが、戦力差を埋められず各個撃破されてしまった。4巻ではこの部隊に転属していたトミー・パリスがコマンドウルフACによって警護を行っていたが、ライガーゼロイクスの攻撃によって撃破。その後、ロブ・ハーマンが駆るケーニッヒウルフによってゼロイクスは迎撃されている。
独立第二高速大隊
ゾイド公式ファンブックに登場。エル・ジー・ハルフォード中佐率いる、シールドライガー、コマンドウルフからなる独立部隊。共和国軍エウロペ派遣軍総司令部の命令によりオリンポス山山頂へ向かい制圧、もしくはいかなる犠牲を払ってでも山頂の古代遺跡破壊の任務を帯びる。山頂へ向かう途中、帝国軍の特別警戒部隊に発見されセイバータイガーと交戦、辛くも撃破した。そして山頂で密かに復活の研究をされていたデスザウラーを発見するが、本能による暴走を始めたデスザウラーが自己崩壊し、オリンポス山山頂は炎の中に消えていき、唯一生き残ったトミー・パリス中尉を除いて全滅した。
第24傭兵大隊
ゾイド公式ファンブック2に登場。共和国軍に金で雇われた傭兵部隊。隊員の多くはエウロペ出身の傭兵であり、彼らは侵略戦争を起こしたガイロス帝国を激しく憎んでいた。戦力のほとんどが小型ゾイドやアタックゾイドと貧弱だが、落とし穴やぬかるみなど様々な罠を用いて敵機を撃破し、鬼神のごとく奮戦した。彼らの活躍によって共和国軍は立ち直る時間を得て結果的に第二次全面会戦において共和国軍に勝利をもたらした。西方大陸戦争終結後、傭兵たちの多くは故郷へ帰るなどしたが、ゴジュラス・ジ・オーガのパイロットとなったアーバインなど一部の傭兵はそのまま共和国軍に従って暗黒大陸の戦いにも参加した。
デストロイヤー兵団
ゾイド公式ファンブック2に登場。ガイロス帝国との戦いに決着をつけるため、ヘリック共和国本国から呼び寄せた最強軍団に大統領専用機であるウルトラザウルスを組み入れ編成された部隊。ウルトラザウルス・ザ・デストロイヤーを中心に、デストロイド・ゴジュラス2機とゴジュラス・ジ・オーガが護衛役を務め、RZ-029 ストームソーダーが上空から援護、プテラスレドームスペシャルが砲撃目標の位置の伝達を担当する。西方大陸戦争において共和国軍に勝利をもたらしたあと、配属されたゾイドはそれぞれ個別の部隊に再配置されている。なお、ウルトラザウルスは後に戦闘空母ウルトラザウルス・ザ・キャリアへ改装された。
共和国超高速戦闘実験部隊
「ブルーコマンドウルフ」商品パッケージに記載。「セブン・トゥ・スリー」とも呼ばれる。5名のエースパイロットからなり、ブルーコマンドウルフを運用する。
共和国軍特殊工作師団416部隊
ゾイド公式ファンブック3のコマンドウルフACの機体解説に記載。コマンドウルフACのみで編成された遊撃部隊。使用ゾイドの機体色から「青の軍」とも呼ばれる。西方大陸戦争後、帝国軍残存兵力の掃討に活躍。その後、閃光師団に編入され、ライガーゼロ、シャドーフォックスと共に暗黒大陸戦争の先陣を切って活躍した。
閃光師団（）
ゾイド公式ファンブック3にて初登場。ガイロス帝国本土である暗黒大陸（ニクス大陸）進出のため、本隊と遠く離れ高速機動戦を展開するための特殊部隊。レイ・グレック中尉、セレス・アルドワーズ中佐、シシリー・ヴォルタ少尉という3名のレオマスターに加え、ウィナー・キッド少佐、サヤカ・クーイン中尉、ナイト・バイケルン曹長らエース級のパイロットが結集している。RZ-041 ライガーゼロ（およびライガーゼロイエーガー、ライガーゼロシュナイダー、ライガーゼロパンツァーの各形態）をはじめ、RZ-042 コマンドウルフAC、RZ-046 シャドーフォックス、そして移動基地としてホバーカーゴを運用する。高速ゾイドが多数所属している特殊工作師団とは命令系統が別なので独立部隊とも言える。
暗黒大陸での戦いに活躍したが、鉄竜騎兵団との戦闘で壊滅的な損耗を被り、一時的に高速戦闘隊に改編。その後、鉄竜騎兵団指令ヴォルフ・ムーロア大佐を取り逃がした責を問われ、懲罰部隊に降格。キマイラ要塞都市の攻城戦では凱龍輝部隊の到着まで敵軍の矢面に立たされるなど生存率の低い危険な戦いを強いられ、多数の犠牲を出す悲惨な結果となったが、彼らの努力により同要塞の陥落に成功した。
レイフォースエンジェルス
閃光師団内の一部隊。主に女性隊員で構成され、通常軍事のほか、機密諜報部隊、遊撃、救護、後方支援を担当するとされる。バトルストーリーには未登場のため、実際にどのような活躍をしたかは定かではない。ファイアーフォックスが配備される予定だったが、その直前にファイアーフォックスはネオゼネバス帝国に奪取されている。「RZ-064 ゴジュラスギガ」のキットの初回生産特典として数量限定配布されたシール「ゾイド ゴジュラスギガ限定シール」の中に、レイフォースエンジェルスのエンブレムもあしらわれている。
チームシャドー
閃光師団内の一部隊。遊撃、先行、隠密などの支援を担当するとされる。バトルストーリーには未登場のため、実際にどのような活躍をしたかは定かではない。ニンテンドー ゲームキューブ用ゲームソフト『ZOIDS VS.』シリーズにて、シャドーフォックスSを運用するという設定が付加された。

## 主な所属人物
詳細はゾイドバトルストーリー、ゾイドリバースセンチュリー#主な登場人物、ゾイドバトルカードゲーム#パイロットカード、ZOIDS妄想戦記#主な登場人物、アニメ「ゾイド -ZOIDS-#ヘリック共和国」を参照。ここではバトルストーリー、リバースセンチュリー、バトルカードゲーム、妄想戦記、アニメ以外に登場した人物を記す。
ヘリック・ムーロア
「戦闘機械獣の全て」に登場。中央大陸東部で栄えていた風族の族長にしてヘリック共和国初代国王。当時より中央大陸で起こっていた風族を中心とする東側安保連合と地底族を中心とする西側領国連合との戦いを憂いた彼は秘かに中央大陸の北西に浮かぶ暗黒大陸に渡り、そこの民族を唆して中央大陸を攻めさせ、その混乱に乗じて西側連合と手を結んで暗黒大陸人を撃退することで両陣営の和平の足がかりを作り出した。戦争終結後、中央大陸の全民族を統一してヘリック共和国を建国し、王となる。その後も民族融和を推し進め、同族の貴族、ジェナス家出身の女性との間にヘリックII世を、地底族の指導者ガイロスの妹との間にゼネバスをもうける。ZAC1975年に逝去。その死の間際にてヘリックとゼネバスにかつての自身の策略を明かし、両者に手を取りあって生きていくように言い残した。
アイザック
ヒストリー・オブ・ゾイドの登場人物。ヘリック共和国軍中尉でアイザック戦闘大隊隊長。ZAC2018年の砂漠の戦いに従軍し、ゴドスに乗って戦った。その後、少将に昇進し、将軍に列され、共和国軍第一師団長に就任。ZAC2035年のブラッドロック戦役に従軍。ヘリック大統領の信頼厚く息子のケンドール（ブラッドロック戦役で戦死）の名付け親になってもらうほどであった。
乗機：ゴドス
ジョー・日ノ本
ヒストリー・オブゾイドおよび「戦闘機械獣の全て」の登場人物。太陽系第三惑星（地球）の宇宙探索・開拓船であるグローバリーIII世号の乗員の一人で乗員の中では最年少だった。乗員の反乱による惑星Ziに不時着の際、同行していた両親とはぐれてしまいヘリック共和国に引き取られた。ゴジュラスのパイロットであるターナーに勇気ある少年でメカに精通したところを見出されゴジュラスのパイロットとなる。格闘戦を得意とし、勇敢な戦いぶりから神風ジョーと呼ばれた。ZAC2032年のアルダンヌ会戦に従軍。帝国軍の猛攻に苦戦するバラン大尉の部隊をゴジュラスで救援した。
他にもコミック「ゾイド創世記」でも主役として登場している。
乗機：ゴジュラス
クローネンブルグ
ヒストリー・オブ・ゾイドの登場人物。太陽系第三惑星（地球）の宇宙探索・開拓船であるグローバリーIII世号の乗員の一人である科学者。グローバリーIII世号のエンジニアとして搭乗していたが、乗員の反乱による惑星Ziに不時着後、ヘリック共和国側に身柄を移されたが、自らの持つ科学力を見せ付けて共和国内での待遇を改善した。平和を望むヘリック大統領の意思に賛同し、自分の部下と共に共和国のための兵器開発を申し出て地球の様々な科学技術を提供した。この結果、ヘリック共和国および惑星Ziの科学力は飛躍的に進歩した。
ケンドール
ヒストリー・オブ・ゾイドの登場人物。ヘリック共和国軍中尉。共和国軍の歴戦の勇士アイザックの息子で士官学校第一期卒業生である。ZAC2035年のブラッドロック戦役で第7大隊を指揮。最も激戦と呼ばれたZAC2036年6月の「血の6月」においてゴジュラスに乗って戦い、レッドホーンを6機撃破する活躍を見せたが、戦いの最中、コクピットをレーザー砲で攻撃され重傷を負うが、その傷を省みず敵の指揮官機と一騎討ちを敢行。勝利を収めたものの、彼の乗るゴジュラスは敵味方共々一瞬言葉を失うほど大破しており、24歳の若さで生涯を終えた。
乗機：ゴジュラス
ターナー
ヒストリー・オブ・ゾイドおよび「戦闘機械獣のすべて」登場人物。ヘリック共和国軍中尉。ZAC2080年のレッドリバーの戦いにおいて砦の司令官を務める。かつての上官で戦いの師であったガンビーノ将軍率いる帝国軍特殊部隊の奇襲を受けるが、混乱した砦の守備隊に対して的確な指示で建て直す。多数の損害を出すものの砦を守りきり、その功績を認められ、少佐に昇進。地球人居住地へ見舞いに赴いた際は神風ジョーを見出し、彼をゴジュラスのパイロットにスカウト。ZAC2032年には第2師団長を務めた。ジョーが共和国兵士になった後、改造ゴジュラス第一号機の搭乗を推薦したのもターナーである。
乗機：ゴジュラス
バラン
「戦闘機械獣の全て」の登場人物。ヘリック共和国陸軍大尉。第2師団突撃大隊第3分隊長。ZAC2032年10月のアルダンヌ会戦に従軍。帝国軍の猛攻に苦しめられていたところを神風ジョーことジョー日ノ本のゴジュラスに救われる。
乗機：ゴルドス
フォンブラウン
ヒストリー・オブ・ゾイドの登場人物。ヘリック共和国空軍軍曹。鳥族の出身で第三攻撃隊所属。隊長のリヒトホーヘンが信頼する部下の一人で当時の共和国空軍主力戦闘機ゾイドペガサロスの操縦にかけては右に出るものはいないと言わしめたほどである。その操縦の腕を買われてサラマンダーのパイロットに選ばれ、それと同時にサラマンダーを配備した第一攻撃隊の指揮官に任命された。血を吐くような訓練の後、ZAC2035年のブラッドロック戦役に投入され、共和国軍に勝利をもたらした。
乗機：サラマンダー
ブラットリー
ヒストリー・オブ・ゾイドの登場人物。共和国軍の将軍で地球人の進言で作戦参謀となる。ZAC2029年、帝国軍に対しておとり作戦をしかけ、成功させる。このことによってヘリック大統領は彼の能力を高く評価しアドバイスを求め、共和国軍の軍事ドクトリンの近代化を推進した。
ブラントン
ヒストリー・オブ・ゾイドの登場人物。ヘリック共和国軍偵察部隊指揮官。グランチュラに乗り、敵中奥深く潜入し、様々な情報を持ち帰った。虫族の出身で感覚が鋭くまさに「生きたレーダー」というべき存在。後に電子探査師団の師団長に任命される。
乗機：グランチュラ
モーリス
ヒストリー・オブ・ゾイドの登場人物。ヘリック共和国軍少尉。ターボット山に作られた共和国軍レーダー基地の指揮官。虫族の出身で感覚が鋭い。独自の改造を施したガイサックを使用している。
乗機：ガイサック
リヒトホーヘン
小冊子「ゾイド情報HOBBY NEWS 5」およびヒストリー・オブ・ゾイドの登場人物。ヘリック共和国空軍中佐で第三攻撃隊隊長。リヒトホーヘンの名は鳥族の族長名で彼は鳥族の王位継承者であった。偵察飛行、空中戦、首都防空など縦横無尽に活躍。その戦功によりヘリック大統領から公爵の称号を与えられ中佐に昇進。赤く塗られたペガサロスを愛機としブラディデューク（血まみれ公爵）と帝国軍から恐れられた。なお、彼の戦績は出撃回数238回、撃墜数46機、地上メカ106機撃破（うち36機破壊、70機大破）の戦功、ヘリック金十字最高栄誉賞を5回、共和国勲一等赤日賞を5回受賞。ZAC2049年には貴族の称号であるサーを受けている。
乗機：ペガサロス
シュウ
小冊子「ゾイドグラフィックス」VOL.16～18の登場人物。本来は科学者として働いていたが、暗黒大陸の不穏な動きを知ってヘリック大統領に遠征派遣を進言し、そのまま暗黒大陸調査部隊の隊長として就任する。ガイロス暗黒軍との戦いに苦戦していたところに共和国から送られたガンブラスターを受領、以後それを愛機としてマッドサンダー師団を指揮することになる。デビルズメイズの戦いでシュテルマーのギル・ベイダーと激戦を繰り広げたとされるが、その後のストーリーに名前が出ることは無く、勝敗も生死も不明。同誌の解説ではホワイトロック戦役に従軍したアイザック少将の息子であり、ケンドール中尉の弟とされている。
乗機：ガンブラスター
バード
小冊子「ゾイドグラフィックスVOL.18」の登場人物。ヘリック共和国軍少尉。第一次大陸間戦争のデビルズメイズ攻略戦の折、シュウの命令でサラマンダーF²部隊を率いて空中からの強行偵察の任務を負うが、突如襲撃したシュテルマー操縦のギル・ベイダーの猛攻を受けて戦死した。
乗機：サラマンダーF²
エミュー・リノン
ゾイド製品に付属した小冊子「Zi-REPORT Vol.0」に記載されているゾイドバトルカードゲーム（ZBC）のルール補足説明に登場。ヘリック共和国軍の女性士官で階級は少佐。
ボビー・マックスウェル
ゾイド製品に付属した小冊子「Zi-REPORT Vol.0」の登場人物。ヘリック共和国軍少佐でライガーゼロのテストパイロット。任務に赴く度に厳しい状況に巻き込まれるため大嵐（ビッグストーム）との異名を持つ。悪天候の中、ライガーゼロの長距離走行テストを実行中、帝国軍のライトニングサイクスに襲われて窮地に陥るが、装甲を強制分離し、その際に脱ぎ捨てた装甲が周囲の岩場を破壊して足場が乱れた隙をついて追撃を振り切ることに成功した。
後にZBCGにも登場し、同ゲームではゴッドカイザーを愛機としている。
乗機：ライガーゼロ（タイプゼロ）
ロック
ゾイド公式サイトに掲載されていたWEBコミック「バックスvsマヤ編」の登場人物。共和国軍閃光師団所属の中尉で、顔の左に大きな傷があるのが特徴。部下のバックスからは「おっちゃん」と呼ばれている。ブレードライガーをオーダーメイドでカスタマイズしたスラッシュライガーを愛機としている。暗黒大陸において進撃するマッドサンダーの護衛を務めていたが、ライガーゼロイクスとアンチゾイドコアウェーブを搭載したザバットの奇襲を受けて戦闘不能に陥るも、バックスの支援で窮地を脱した。
乗機：スラッシュライガー
ソニア
ゾイド公式サイトに掲載されていたWEBコミック「バックスvsマヤ編」の登場人物。共和国軍閃光師団所属の女性中尉で、右目の下に泣きぼくろがある。ブレードライガーをオーダーメイドでカスタマイズしたスナイプライガーを愛機としている。ロックと共にスナイプマスター部隊を率いてマッドサンダーの護衛を務め、主にスラッシュライガーの援護などに活躍したが、奇襲を掛けてきたライガーゼロイクスの攻撃で戦闘不能になってしまった。
乗機：スナイプライガー

## 地理
中央大陸、西方大陸、暗黒大陸の地理については、惑星Zi#中央大陸（デルポイ大陸）、惑星Zi#西方大陸（エウロペ大陸）、惑星Zi#暗黒大陸（ニクス大陸）を参照。

### 中央大陸
中央大陸戦争時代、ヘリック共和国とゼネバス帝国が覇権を巡って争った大陸。惑星Zi大異変後、三つの陸地に分断された。
都市
アーサ市
中央大陸北東部にある都市。ヘリック共和国の軍需産業を支えた工業都市。マッドサンダーの建造もここで行われた。
アルメーヘン
中央大陸中央部に位置し、バーナム川に面した町。ZAC2042年、中央大陸戦争中、最も激しい戦いと言われる「国境の橋争奪戦」の舞台となった。
ウィルソン市
中央大陸北東部の野生ゾイド群生地の南に位置する都市。南にウィルソン湖がある。帝国領のトビチョフ市とは中央山脈北部を横切る北国街道で結ばれている。
エツミ港
クーパー港の隣に位置する港湾都市。帝国領のイリューション市とは中央大陸南部を横切る南部山岳道路で結ばれている。
ギナム市
ウィルソン湖の南西に位置する都市。500年の歴史を持つ鳥族の古都だが、ZAC2018年の砂漠の戦い以降、帝国軍のゲリラ的な奇襲攻撃を受け、僅か3日で滅ぼされてしまった。
クーパー港
中央大陸南部沿岸に面した港湾都市。ZAC2038年、共和国軍はここから帝国領土を目指して渡海し、ミーバロス港に上陸した。
クック市
中央大陸北部の氷河地帯に位置する都市。ZAC2044年12月、共和国軍は帝国軍に占領された軍港を攻撃し、反撃を開始した。ZAC2106年、共和国軍はクック市にある要塞を攻略し、反攻の拠点としたが、セイスモサウルスによって壊滅し、共和国軍は東方大陸に落ち延びることになった。
グラント市
クロケット市の左隣にある都市。
グレイ市
中央山脈東側のふもとにある都市。南にグレイ湖がある。
クロケット市
共和国首都ヘリックシティに一番近い都市。中央大陸東部の平原に位置する。
セシリア市
中央大陸南東部沿岸に面した都市。
フロレシオ港
中央山脈の南端にある港。
ヘリックシティ
中央大陸東部の山岳に囲まれたヘリック共和国の首都。元々は風族の本拠地であった。三重の堅牢な城壁に囲まれた城塞都市でもある。

施設
ドクロ岩
共和国軍コマンド部隊「ブルーパイレーツ」の根城。中央山脈の山中にあり、頭蓋骨のような形の岩が秘密基地になっている。
ハドリアンウォール
古代遺跡の城壁を利用した共和国軍の防衛線。ZAC2042年、国境を越えた帝国軍が攻撃を開始したが、エリクソン大佐の策略によって阻止されてしまう。なお、この呼称は学年誌と『ゾイドバトルストーリー3』掲載時のもの。
マウントアーサー要塞
アーサ・ヘリックシティ間の街道を守るため、マウント・アーサーの麓に築かれた要塞。ZAC2101年12月、鉄竜騎兵団の攻撃により陥落した。
地域
アルダンヌ
グラント市の北に位置する森林地帯。ZAC2032年、ここで大規模な会戦が行われた。
アルベ・チャーチ海溝
クーパー湾の先にある海溝。『ZOIDS 帝国VS共和国 メカ生体の遺伝子』（共和国軍シナリオ）では海底遺跡に孤立したゴジュラスを救出するミッションがある。
ウィルソン川
クック市からウィルソン湖を経てアクア海に流れ込む大河。
ウィルソン湖
ウィルソン市の南に位置する湖。
オウムのくちばし地区
バーナム川に面し、帝国領土にくちばしのように突出した共和国の一地域。帝国の情報を収集するため、最新の通信機器を有した基地が設置されていた。
オコーナー諸島
中央大陸北東、シード海に散らばる島々。
クーパー湾
クーパー港に面した湾。
クック湾
クック市に面した湾。氷山地帯があり、共和国軍はここからクック基地の軍港を攻撃した。
グランドバロス山脈
中央山脈の一部で地球の宇宙探索・開拓船のグローバリーIII世号が不時着した場所。
グレイ湖
グレイ市の南に位置するレッドリバーの源泉の湖。
ゲルマンジー半島
中央山脈南端フロレシオ海に面した半島。ZAC2045年7月、共和国軍はウルトラザウルス率いる大部隊をこの半島に上陸させ、中央山脈へ進出した。
ゴルゴダス海峡
中央大陸の最北端に位置する海峡。
ザブリスキーポイント
ゴルゴダス海峡に流れ込む半島の先の地点。中央大陸の最北端であり、「大氷原の戦い」が行われた場所である。
ジョラタン渓谷
アルダンヌ森林地帯の西半分を占める渓谷。
セシリア山
レッドリバーのほとりから望める山。セシリア市の南西に位置する。
セシリア半島
セシリア市の西側に突き出た半島。『ZOIDS 帝国VS共和国 メカ生体の遺伝子』では要塞化されている。
ターボット山
中央山脈の最高峰である山。ZAC2032年、共和国軍のレーダーサイトが作られた。
ダリル高原
中央山脈ホワイトロックの麓の高原。西にはアルダンヌ森林地帯が広がる。
中央山脈
中央大陸の南北を貫き東西を分け隔てる山脈。この山脈がヘリック共和国とゼネバス帝国の国境線となった。ZAC2045年8月、首都を陥落された共和国軍はゲルマンジー半島から上陸後、中央山脈に進出。帝国軍最大の山岳基地を陥落させ、そのあとに司令部が置かれた。
ディエップ
ゲルマンジー半島の対岸に位置する浜辺。上述のゲルマンジー上陸に際し、共和国軍は帝国軍重装甲部隊をおびきよせるため、この地で陽動作戦を行った。
バーナム川
中央山脈の共和国および帝国の国境線上を流れる川。この川を巡って幾度なく戦火が交わられた。
ヘリック湾
ヘリックシティの東の海岸に広がる湾。
ホワイトロック
中央山脈のほぼ中央に位置する高峰。万年雪をかぶった山ゆえにホワイトロック（白い岩）と呼ばれる。ZAC2036年6月、共和国帝国両軍の激闘が繰り広がれ、それ以後「ブラッドロック」（血染めの岩）とも呼ばれるようになった。
マウント・アーサ
ヘリックシティの北に位置する活火山。麓にマウントアーサー要塞が築かれている。
マウント・ジョー
ヘリックシティの南に位置する活火山。
野生ゾイド群生地
中央北東部に位置する地域。その名の通り、多くの野生ゾイドが群生する。メタロゲージとも呼ばれる。
ライカン峡谷
中央山脈北部に位置する峡谷地帯。ZAC2106年、定期的にここを通過するネオゼネバス軍の補給部隊をライガーゼロとゴルヘックスと共に急襲し、貴重な対ジャミングウェーブのデータを入手した。
レッドリバー
グレイ市の南に位置するグレイ湖を源泉とし、クーパー港に至る大河。川の水には赤い金属イオンの成分が溶けこんでおり、それが川の名の由来となっている。ZAC1980年、国境線を巡って対立を深めた共和国と帝国がこの川で激突し、中央大陸戦争が勃発。以来、この川は両軍にとって最前線となった。

### 西方大陸
都市
ニューヘリックシティ
南エウロペ大陸にある都市で共和国派民族の拠点となっている。
施設
ロブ基地
西方大陸における共和国軍の拠点。
ニクシー基地
北エウロペ大陸の基地で、西方大陸戦争時はガイロス帝国の拠点であったが、同国軍敗走後は共和国軍が使用している。

### 暗黒大陸
エントランス基地
ZAC2101年の暗黒大陸侵攻時に建てられた共和国軍の橋頭保。コロコロコミック掲載時は建造途中のマッドサンダーを巡りライガーゼロイクスとケーニッヒウルフが激突した。
トリム高地共和国前線基地
ZAC2101年の暗黒大陸侵攻時に建てられた前線基地の一つで、ロブ・ハーマンとカール・リヒテン・シュバルツ中佐の会談が行われた。

## アニメ『ゾイド -ZOIDS-』におけるヘリック共和国
こちらの設定ではニューヘリックシティを首都に持つ西方大陸の国家であり、ガイロス帝国（こちらも同アニメでは、西方大陸の国家という設定）とはアニメ開始時点で停戦条約を結んでいる。一方で、ガイロス帝国のギュンター・プロイツェン元帥の口頭から国家として認められない反乱軍として扱われている。第7話でガイロス帝国側の策謀によって戦端が開いてからいくつかの攻防戦を繰り広げるが、帝国内でプロイツェン元帥による皇位継承権を巡る謀略が発生した際は、皇太子に味方をするホマレフ宰相によって共和国軍が迎え入れられ、帝国首都ガイガロスにまで進軍。デスザウラーとプロイツェンを相手に共和国軍は帝国軍と共同戦線を張り（バン・フライハイトの活躍もあって）撃退に成功した。
その後、帝国と正式な終戦協定を結び、両国間の問題を解決する超国家機関「ガーディアンフォース」を設立。功績のあったバン・フライハイトたちに対し帝国と共に全面的な支援を行い、帝国軍にも友好の証としてディバイソンやストームソーダーなどのゾイドを提供していた。第一部においては特に都市部には大きな被害を受けることは無かったが、第二部では古代ゾイド人の生き残りであるヒルツのデススティンガーによって次々と拠点を破壊され、さらに首都のニューヘリックシティを放棄する事態にまで追い込まれたため、巨大ゾイドのウルトラザウルスに軍の司令部を移している。
地理
ニューヘリックシティ
アニメ『ゾイド -ZOIDS-』における共和国の首都。第59話においてはデススティンガーの襲来によって壊滅している。
イエローレイク基地
第57話に登場。ジェノブレイカー襲来に備えてガーディアンフォースが駐屯した。
ウィンディーヌレイク
第60話に登場。ウルトラザウルスを隠匿していた偽装湖。
クロノス砦
第13話で登場。侵入したガイロス帝国軍を引きつけ自爆した。
マウントオッサ要塞
第15話から登場。クルーガー大佐用のゴジュラスが搬入されており、共和国軍の防衛拠点となっていた。第18話では侵入したガイロス帝国軍もろとも自爆している。